# Friedrich Schulze-Maizier
Friedrich Schulze-Maizier (* 4. August 1888 in Erfurt; † 9. Juli 1971 in Marburg) war ein deutscher Schriftsteller.

## Leben und Werk
Schulze-Maizier stammte aus der preußischen Provinz Sachsen. Nach dem Schulabschluss studierte er Philosophie und Germanistik und promovierte zum Dr. phil. Danach wirkte er als Privatgelehrter und Schriftsteller zunächst in Erfurt, später in Berlin, in Donauwörth und in Marburg. Er beschäftigte sich hauptsächlich mit Deutscher Sprache und schöngeistiger Literatur. Er war seit 1919 Mitglied der Akademie gemeinnütziger Wissenschaften zu Erfurt.

## Schriften (Auswahl)
- Wieland in Erfurt (1769–1772). Beiträge zur Wielandforschung. Erfurt 1919.
- Mystische Dichtung aus sieben Jahrhunderten. Insel-Verlag, Leipzig 1925.
- Die Osterinsel. Insel-Verlag, Leipzig o. J. [1926].
- Meister Eckharts deutsche Predigten und Traktate. 1927.
- Deutsche Selbstkritik. Probleme der nationalen Selbsterkenntnis im neueren deutschen Schrifttum. Berlin 1932.
- (mit Hans Möhle): Schmerz . Berlin 1943.
- Über die Zeitschrift "Erasmus". Vortrag. Darmstadt o. J. [1956].